# Elecciones estatales extraordinarias de Quintana Roo de 2009
Las elecciones estatales extraordinarias de Quintana Roo de 2009 se llevaron a cabo el domingo 1 de febrero de 2009, y en ellas fueron elegidos los siguientes cargos de elección popular de Quintana Roo:
- Primer ayuntamiento del Municipio de Tulum. Compuesto por un Presidente Municipal y el cabildo integrado por un síndico y nueve regidores, seis electos por mayoría relativa y tres por el principio de representación proporcional; todos los cargos electos para un periodo extraordinario de solo dos años, no reelegibles para el periodo inmediato. El candidato electo fue Marciano Dzul Caamal

## Resultados electorales

### Ayuntamiento de Tulum[1]
|  | 15.18 % |

|  | 63.26 % |

|  | 15.95 % |

|  | 2.57 % |

|  | 1.22 % |

|  | 1.83 % |

|  | 100.00 % |